# Dieudonné Tiné Pigui
Dieudonné Tiné Pigui (1954-2017) est un journaliste camerounais, présentateur du premier journal télévisé au Cameroun en 1985.

## Biographie

### Enfance et débuts
Dieudonné Tiné Pigui est né le 3 juin 1954 à Ntui dans le Mbam-et-Kim au Cameroun, il est le fils de Célestin Pigui et de Cécile Ngobo.
Major au concours d'entrée à l'École supérieure internationale de journalisme de Yaoundé (ESIJY) et ancien élève de l'ESJ de Lille.
Il suit une formation à la Nieman Foundation for Journalism (en) de l'université Harvard où il obtient le Nieman Fellowship Certificate in Journalism and Public Communication.

### Carrière
Il présente le premier journal télévisé de la Cameroon Radio Television (CRTV) le 20 mars 1985. Présentateur du journal télévisé en français et chef de service des magazines à la CRTV de 1984 à 1992. Il prend le nom de Dieudonné Mangui Mbeh Pigui, le 21 août 1990 à la suite de la signature du décret présidentiel autorisant un changement de nom. 
Après sa formation complémentaire à Harvard, il travaille à la Banque mondiale comme responsable communication zone Océan Indien de 1995 à 1996. Il exerce ensuite au Secrétariat général des Nations unies au Department of Public Information comme Press Officer, Editor et Senior Editor entre 1996 et 2016.
Il meurt le 16 juin 2017 à New York aux États-Unis. Il est enterré à Yaoundé au cimetière de Mvolyé le 22 juillet 2017.